# Abdullah Ramadan (Boxer)
Abdullah Ramadan Suliman (arabisch عبد الله رمضان سليمان; * 11. November 1966 im Sudan) ist ein ehemaliger sudanesischer Boxer.

## Karriere
Er trat bei den Olympischen Sommerspielen 1988 in Seoul an. Im Halbmittelgewicht belegte er Rang 17.
1990 bestritt er seinen ersten Profikampf. Acht Jahre später wurde er von der International Boxing Federation (IBF) auf Rang zehn im Mittelgewicht geführt. Er kämpfte gegen Robert Allen um einen „Interim“-Titel. Ramadan wurde jedoch in der ersten Runde geschlagen.
Später kämpfte er zwei Mal um den kanadischen Titel im Halbschwergewicht.